# Una musica può fare
Una musica può fare è un singolo del cantautore italiano Max Gazzè, pubblicato nel febbraio 1999 come unico estratto dalla riedizione del secondo album in studio La favola di Adamo ed Eva.

## Descrizione
Con questo brano Gazzè ha partecipato al Festival di Sanremo 1999 nella sezione "giovani", piazzandosi all'ottava posizione. In seguito, il brano avrà la possibilità di riscattarsi in classifica, tanto da essere riproposto insieme ad altre 7 canzoni dai Pinguini Tattici Nucleari nel brano cover Settanta volte, in onore della 70ª edizione del Festival di Sanremo.
Nel CD singolo è presente anche il brano Oh Carolina, cover di un brano dei Matching Mole, che Gazzè aveva registrato per l'album tributo a Robert Wyatt  The different you - Robert Wyatt e noi del 1998.

## Video musicale
Il videoclip è stato girato da Daniele Persica, che aveva lavorato già con Gazzè per quelli dei singoli Vento d'estate e La favola di Adamo ed Eva.

## Tracce
CD singolo
1. Una musica può fare
2. Oh Carolina

CD maxi-singolo – remix
1. Una musica può fare (Feel the beat - Radio Edit)
2. Una musica può fare (Cool Version)
3. Una musica può fare (Feel the beat - Long Version)

## Classifiche
| Classifica (1999) | Posizione |
| ----------------- | --------- |
| Italia            | 12        |

## Una musica può fare (Alchemaya Version)
Il 27 aprile 2018 il brano viene ri-pubblicato in una veste sinfonica come secondo singolo estratto dal decimo album in studio Alchemaya modificando il titolo in Una musica può fare (Alchemaya version).